# Kawanishi H8K
Chiếc Kawanishi H8K là một kiểu thủy phi cơ tuần tra do Hải quân Đế quốc Nhật Bản sử dụng trong Thế chiến II vào nhiệm vụ tuần tra duyên Hải. Tên chính thức của Hải quân Nhật cho kiểu máy bay này là Thủy phi cơ lớn Loại 2 (Tiếng Nhật: 二式大型飛行艇, 二式大艇, Nishiki Daitei, Nishiki Taitei), trong khi phe Đồng Minh đặt cho nó tên mã là Emily.

## Thiết kế và phát triển
Cùng thời gian mà chiếc máy bay tiền nhiệm của nó là chiếc Kawanishi H6K được đưa vào hoạt động năm 1938, Hải quân Nhật đã yêu cầu phát triển một chiếc máy bay tuần tra tầm xa lớn hơn. Kết quả là một thiết kế máy bay lớn kiểu cánh vai được đa số cho là chiếc thủy phi cơ tốt nhất của cuộc chiến. Dù vậy, việc phát triển gặp nhiều trục trặc và chiếc nguyên mẫu tỏ ra khó điều khiển trên mặt nước. Những chiếc nguyên mẫu tiếp nối đã tinh chỉnh lại thiết kế lườn tàu của chiếc thủy phi cơ.
Phiên bản cải tiến H8K2 xuất hiện không lâu sau đó, và được trang bị vũ khí phòng thủ rất mạnh đạt được sự ngưỡng mộ trong các đội bay Đồng Minh, cũng như được đặt tên lóng là "flying porcupine" (Con nhím bay). Chiếc H8K2 là phiên bản nâng cấp dựa trên chiếc H8K1 có động cơ mạnh mẽ hơn, vũ khí trang bị được cải tiến đôi chút, và gia tăng trữ lượng nhiên liệu. Đây là phiên bản cuối cùng, với 112 chiếc được chế tạo.
Có gần 40 chiếc thuộc phiên bản vận tải chuyên biệt H8K2-L được sản xuất, có khả năng chuyên chở 62 người. Chiếc máy bay này còn được biết đến dưới tên gọi Seiku (晴空, "Clear Sky"). Nó được giảm bớt các thiết bị phòng thủ, và nhằm tăng chỗ trống bên trong máy bay, các thùng nhiên liệu trong thân bị tháo bỏ, do đó đã làm giảm tầm bay xa của nó.

## Lịch sử hoạt động
Chiếc H8K được đưa vào sản xuất từ năm 1941 là lần đầu tiên được ̣ưa ra sử dụng là vào đêm 4 tháng 3 năm 1942 trong một cố gắng tấn công Trân Châu Cảng lần thứ hai. Vì mục tiêu nằm bên ngoài tầm bay của chiếc thủy phi cơ này, kế hoạch táo bạo này bao gồm việc tiếp nhiên liệu giữa đường do tàu ngầm thực hiện. Kế hoạch tấn công này đã không thể thực hiện được vì những vấn đề nảy sinh ra do thời tiết xấu. Sau đó, những chiếc H8K2 được sử dụng trong nhiều nhiệm vụ tuần tra, trinh sát, ném bom và vận chuyển trong suốt cuộc chiến tranh tại Thái Bình Dương.
Bốn chiếc máy bay H8K đã sống sót sau khi kết thúc chiến tranh. Một chiếc trong số đó, phiên bản H8K2, bị các lực lượng Hoa Kỳ chiếm được sau chiến tranh và được bay đánh giá trước khi hoàn trả cho Nhật Bản vào năm 1979. Nó được trưng bày tại Bảo tàng Khoa học về Hàng hải Tokyo cho đến năm 2004, khi nó được chuyển đến Căn cứ Không quân Kanoya tại Kagoshima.

## Các phiên bản
H8K1 Nguyên mẫumột chiếc nguyên mẫu thử nghiệm và hai máy bay thử nghiệm đánh giá.
H8K1 (Thủy phi cơ Hải quân Loại 2, Kiểu 11)Phiên bản hoạt động đầu tiên. Có 14 chiếc được chế tạo.
H8K1-LTên đặt lại cho chiếc nguyên mẫu đầu tiên sau khi cải biến thành máy bay vận chuyển.
H8K2 (Kiểu 12)Phiên bản có động cơ mạnh hơn và cải tiến vũ khí, trang bị radar tìm kiếm. Có 120 chiếc được chế tạo.
H8K2-L Seiku ("Clear Sky"),(Kiểu 32)Phiên bản vận chuyển của kiểu H8K1. Trang bị hai pháo Kiểu 99 20 mm và có khả năng vận chuyển 29-64 người. Có 36 chiếc được chế tạo.
H6K3 (Kiểu 22)Phiên bản thử nghiệm cải tiến dựa trên kiểu H8K2. trang bị phao nổi thu vào được trên đằu cánh, cải tiến vị trí súng hông, và tháp súng lưng thu vào được trong những nỗ lực nhằm tăng tốc độ. Có hai chiếc nguyên mẫu được chế tạo.
H8K4 (Kiểu 23)Tương tự như kiểu H8K3 với kiểu động cơ khác. Có hai chiếc được cải biến.

## Các nước sử dụng
Nhật Bản
- Hải quân Đế quốc Nhật Bản

## Đặc điểm kỹ thuật (H8K2)

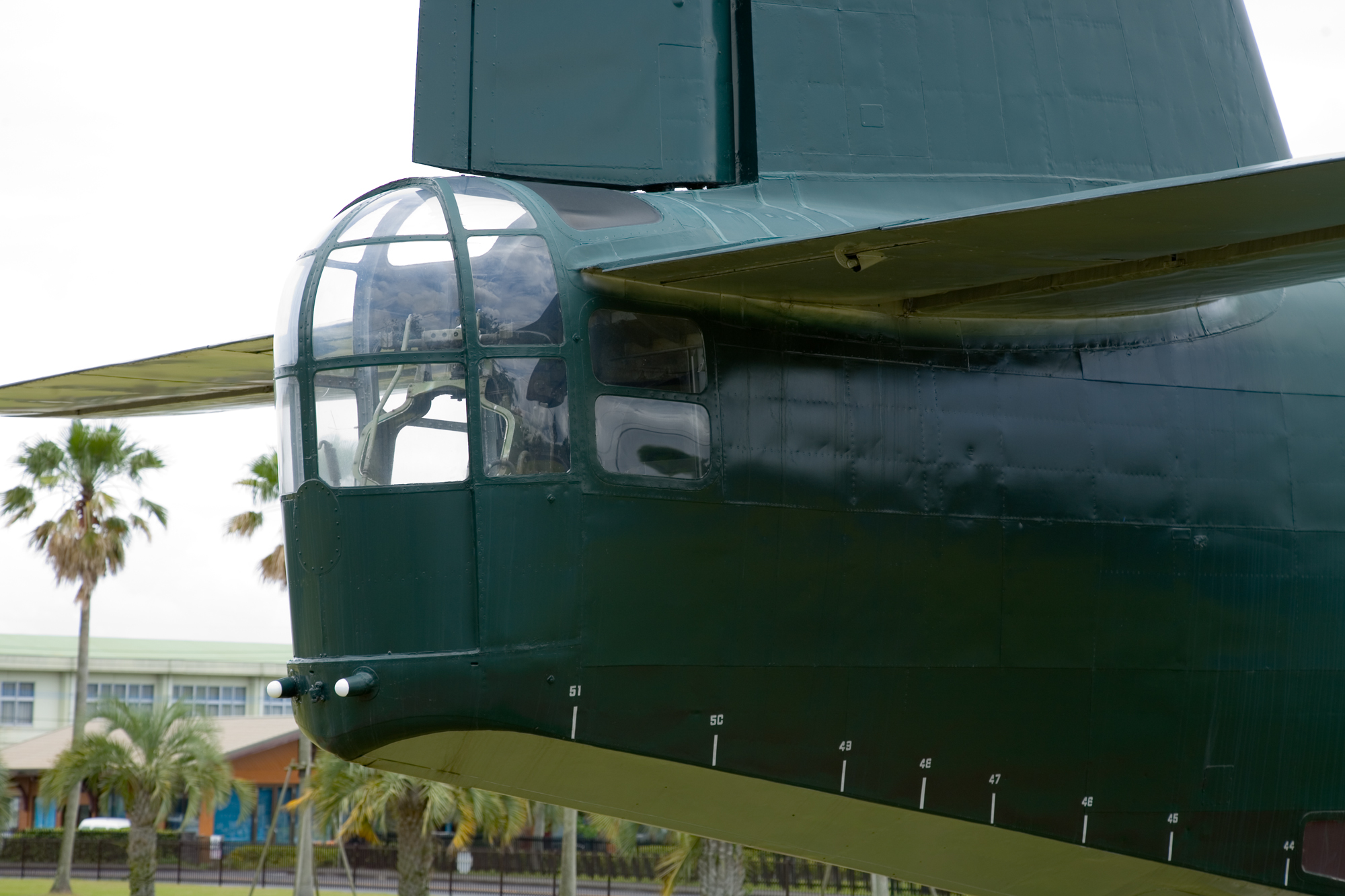
Vị trí của xạ thủ tháp súng đuôi (không có khẩu pháo)

Tham khảo: Jane's Fighting Aircraft of World War II

### Đặc tính chung
- Đội bay: 10 người
- Chiều dài: 28,15 m (92 ft 4 in)
- Sải cánh: 38,00 m (124 ft 8 in)
- Chiều cao: 9,15 m (30 ft 0 in)
- Diện tích bề mặt cánh: 160 m² (1.721 ft²)
- Lực nâng của cánh: 153 kg/m² (31 lb/ft²)
- Trọng lượng không tải: 18.380 kg (40.436 lb)
- Trọng lượng có tải: 24.500 kg (53.900 lb)
- Trọng lượng cất cánh tối đa: 32.500 kg (71.500 lb)
- Động cơ: 4 x động cơ Mitsubishi Kasei-22 bố trí hình tròn, công suất 1.850 mã lực (1.380 kW) mỗi động cơ

### Đặc tính bay
- Tốc độ lớn nhất: 465 km/h (290 mph)
- Tầm bay tối đa: 7.150 km (4.440 mi)
- Trần bay: 8.760 m (28.740 ft)
- Tốc độ lên cao: 8,1 m/s (1.600 ft/min)
- Tỉ lệ công suất/khối lượng: 0,22 kW/kg (0,14 hp/lb)

### Vũ khí
- 5 x pháo Kiểu 99 20 mm trước mũi, lưng đuôi và hai bên hông
- 5 x súng máy Kiểu 97 7,7 mm bố trí trên thân
- 2 x ngư lôi 800 kg (1.760 lb) hoặc
- 1.000 kg (2.200 lb) bom hay mìn sâu

### Thiết bị điện tử
- radar Mark VI Kiểu 1

## Nội dung liên quan

### Máy bay tương tự
- Short Sunderland
- Boeing 314
- Martin M-130

### Trình tự thiết kế
H5Y - H6K - H7Y - H8K - H9A - H10H - H11K

### Danh sách liên quan
- Danh sách máy bay trong Chiến tranh Thế giới II
- Danh sách máy bay chiến đấu
- Danh sách máy bay quân sự Nhật Bản
- Danh sách thủy phi cơ và tàu bay